# Catch & Release (nummer)
Catch & Release is een single van Matt Simons. Het nummer is afkomstig van zijn gelijknamige studioalbum Catch & Release uit 2014. In Nederland kwam de single uit in november 2014 en bleef steken in de tipparade. In december 2015 bereikte het de Top 2000 van Radio 2. Als remix door Deepend behaalde het nummer in januari 2016 wel de Top 40. 

## Cover van Bökkers
In 2016 speelde de band Bökkers een cover van Catch & Release op het radiostation NPO 3FM bij het programma van Giel Beelen. Zij vertaalden het nummer naar het Sallands onder de titel Iederene hef een reden. In 2017 werd dit nummer uitgebracht op het album Schorem uut de schiettente. Dat jaar verscheen het nummer ook voor het eerst in de Radio 2 Top 2000.

## NPO Radio 2 Top 2000
| Nummers met noteringen in de NPO Radio 2 Top 2000 | '15  | '16 | '17  | '18  | '19 | '20  | '21 | '22 | '23 | '24  |
| ------------------------------------------------- | ---- | --- | ---- | ---- | --- | ---- | --- | --- | --- | ---- |
| Catch & Release                                   | 1824 | 773 | 1597 | 1887 | -   | -    | -   | -   | -   | -    |
| Iederene hef een reden                            | ×    | -   | 1674 | 1303 | 680 | 1312 | 903 | 981 | 964 | 1045 |

1. ↑  Een '-' betekent dat het nummer niet was genoteerd, een '×' betekent dat het nummer nog niet was uitgebracht en een vetgedrukt getal geeft de hoogste notering van een nummer aan.
2. ↑  2015 was het eerste jaar met een notering voor een van deze nummers.